# 5393 Goldstein
5393 Goldstein (1986 ET) là một tiểu hành tinh vành đai chính được phát hiện ngày 5 tháng 3 năm 1986 bởi Bowell, E. ở Flagstaff.